# Titularbistum Thibaris
Thibaris (italienisch Tibari) ist ein Titularbistum der römisch-katholischen Kirche. Der Bischofssitz befand sich in der gleichnamigen Stadt in der römischen Provinz Byzacena, dem heutigen Tunesien.
Aus der Antike werden namentlich zwei Bischöfe erwähnt: Vincent nahm 256 an der Synode von Karthago teil und Viktor war Teilnehmer auf der Versammlung von Karthago im Jahre 411.
| Titularbischöfe von Thibaris |                                    |                                                          |                   |                   |
| Nr.                          | Name                               | Amt                                                      | von               | bis               |
| 1                            | Joseph Marie Stanislaus Dupont SMA | Apostolischer Vikar von Nyassa (Malawi)                  | 16. Februar 1897  | 19. März 1930     |
| 2                            | Kidanè-Maryam Cassà                | Apostolischer Vikar von Eritrea (Kaiserreich Abessinien) | 4. Juli 1930      | 1. September 1951 |
| 3                            | Lionel Audet                       | Weihbischof in Québec (Kanada)                           | 28. Februar 1952  | 19. August 1989   |
| 4                            | Pierre Duprey MAfr                 | Kurienbischof                                            | 12. Dezember 1989 | 13. Mai 2007      |
| 5                            | Matthias Heinrich                  | Weihbischof in Berlin (Deutschland)                      | 18. Februar 2009  |                   |